# Kedge Business School
A Kedge Business School é uma escola de comércio europeia com campus em Paris, Bordéus, Marseille, Toulon, Dakar, Sucheu e Shanghai. Foi fundada em 2013.

## Descrição
A KEDGE possui tripla acreditação; AMBA, EQUIS e AACSB. A escola possui cerca de 70.000 ex-alunos. Entre seus ex-alunos estão Denis Gargaud Chanut (Canoísta de slalom francês).

## Programas
A KEDGE possui mestrado em Administração e várias outras áreas, tais como Marketing, Finanças, Mídia e Recursos Humanos. Possui também um MBA Executivo e um MEB, o qual se assemelha a um MBA em tempo pleno. Finalmente, a KEDGE também possui programa de doutorado (PhD).

## Rankings
Em 2019, é classificada como 31ª melhor escola de negócios pela Financial Times.